# Double-D
Double-D（ダブルディー）は、東京都江東区に本社を置く会社。大和ハウスのグループ会社である。
web・ITに関する企画・開発を含めた総合コンサルティング事業をしている。

## 概要
- 所在：東京都江東区有明三丁目7番18号 有明セントラルタワー7F
- 設立：2015年2月18日
- 資本金：1,000万円

## 事業内容
- インターネットに関する総合コンサルティング業務
- インターネットを利用した情報提供及び処理業務
- インターネット、ホームページの企画、制作、運用及び管理業務
- コンピュータシステムの企画、開発、販売及び保守に関する業務

## 関連会社
- 大和ハウス工業
- 大和リビング
- 大和リビングマネジメント
- 大和エステート
- ハートワン信託
- 大和リビングステイ
- 大和リビングユーティリティーズ
- D.U-NET
- 大和リビングカリフォルニア
- 大和リビングオーストラリア
- 大和リビングベトナム